# Eldol
Eldol est un roi légendaire du royaume de l'île de Bretagne (actuelle Grande-Bretagne), qui est mentionné par Geoffroy de Monmouth dans son Historia regum Britanniae (vers 1135).

## Contexte
Eldol est selon   Geoffroy de Monmouth le  19e des 25 souverains qui règnent entre la mort de Katellus [Cadell ap Geraint] et Heli [Beli Mawr]. Il succède à  Arthmail [Arthfael] et il a comme successeur  Redion [Rhydion] La version   Cleopatra du Brut y Brenhinedd en fait le fils d'Arthfael et le père Rhydion

## Sources
- Geoffroy de Monmouth Histoire des rois de Bretagne, traduit et commenté par Laurence Mathey-Maille, Édition Les belles lettres, coll. « La roue à livres », Paris, 2004,  (ISBN 2-251-33917-5)
- (en) Peter Bartrum, A Welsh classical dictionary: people in history and legend up to about A.D. 1000, Aberystwyth, National Library of Wales, 1993, EIDOL. Fictitious king of Britain. (Second century B.C.)